# Papilionini
Papilionini là một tông bướm trong họ Papilionidae.

## Hình ảnh

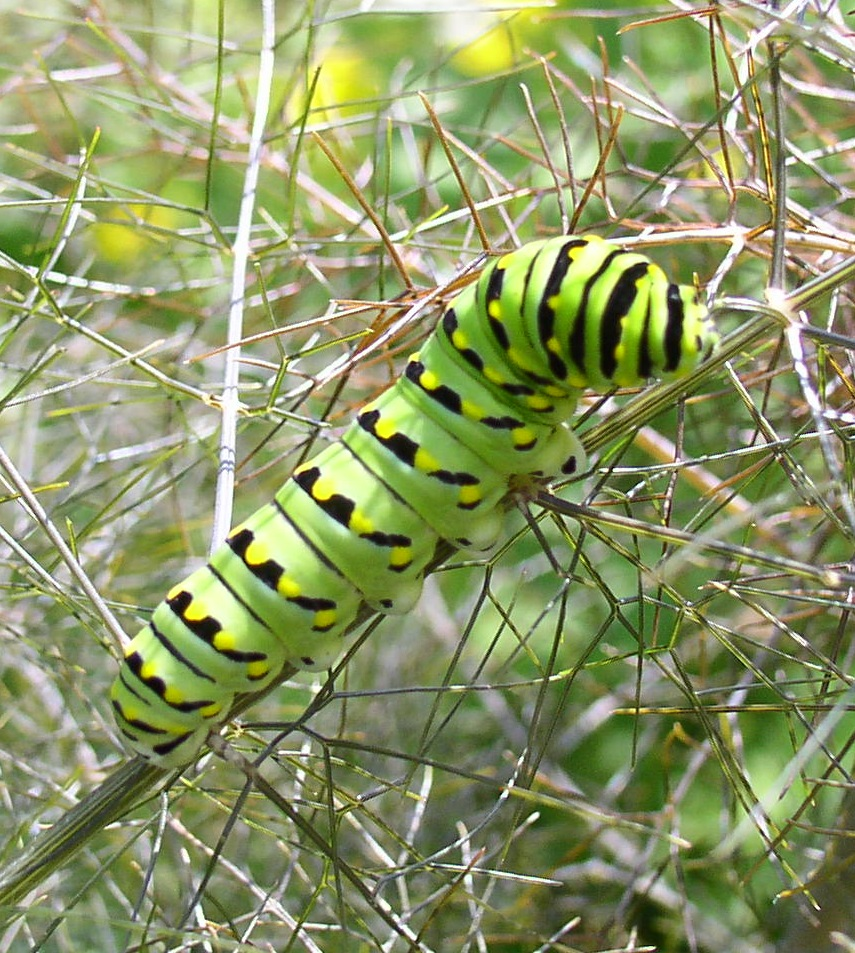
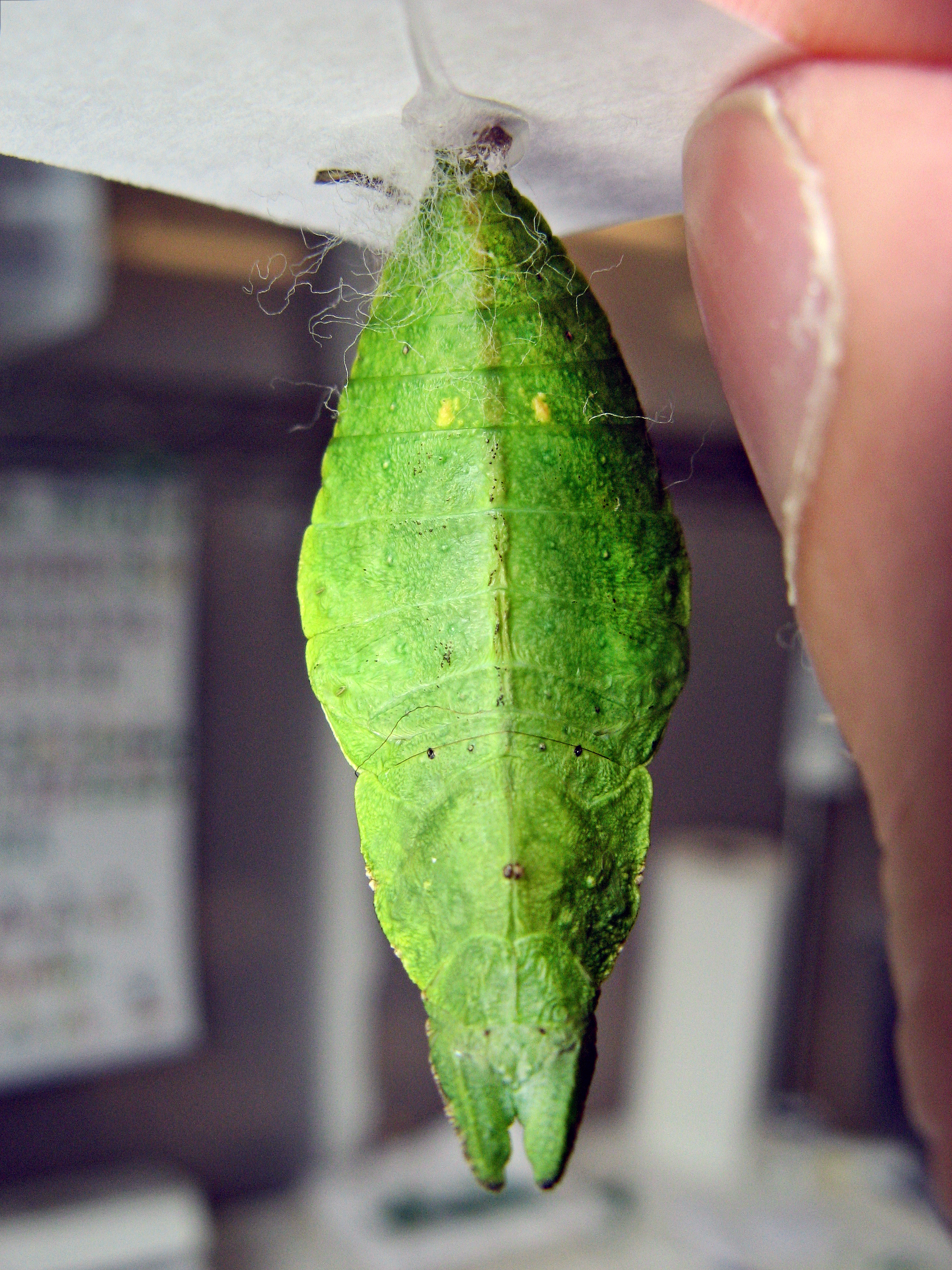
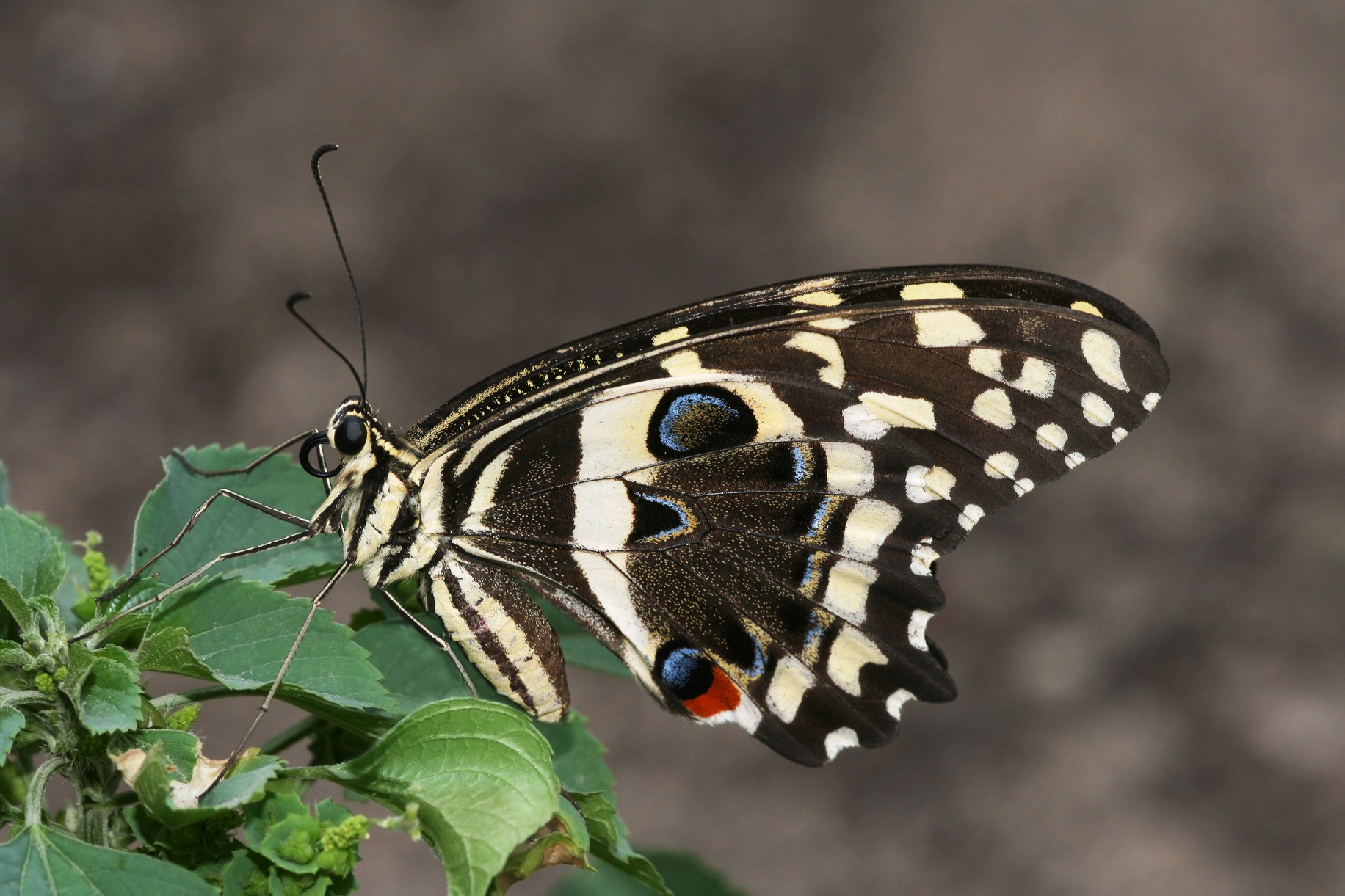
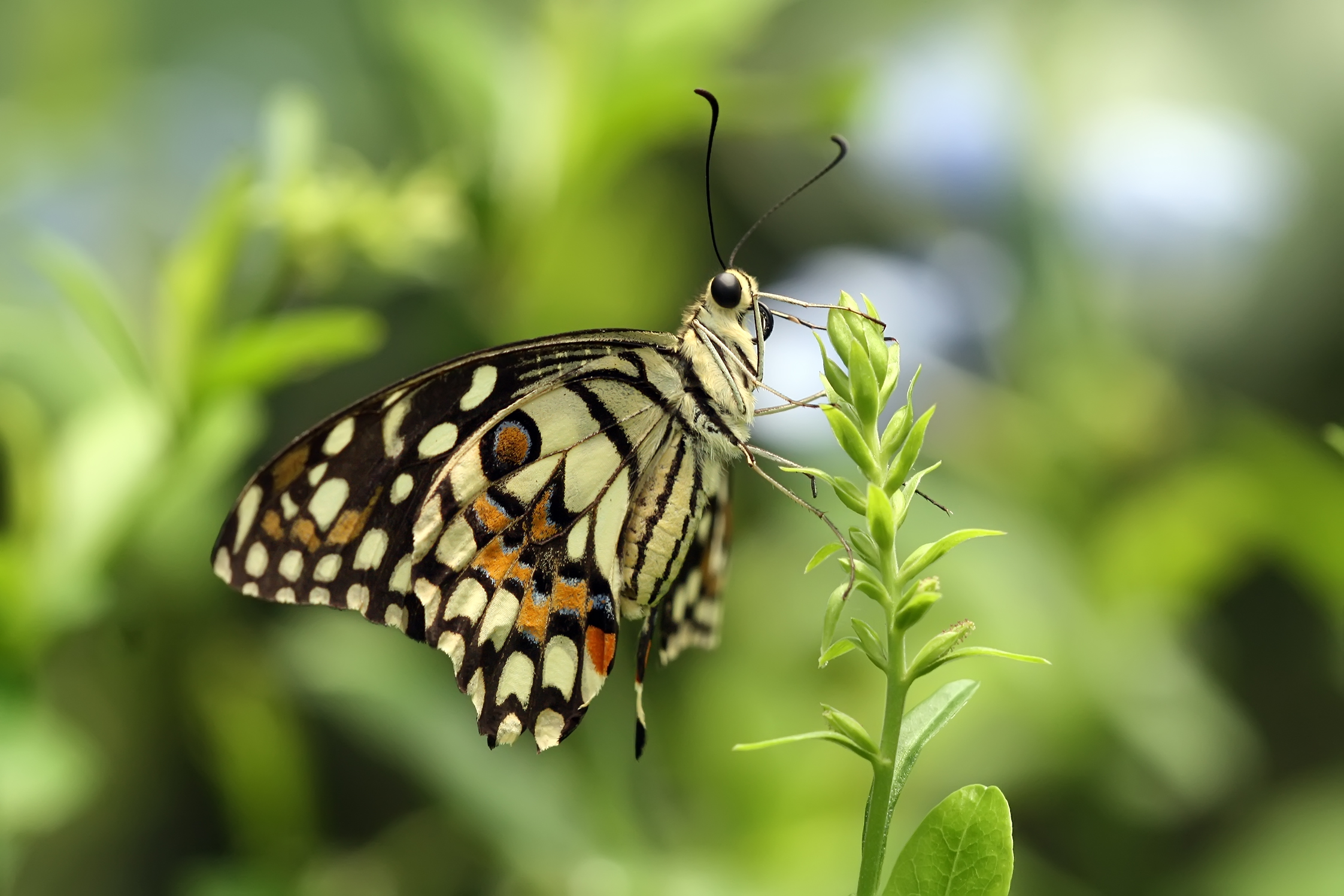
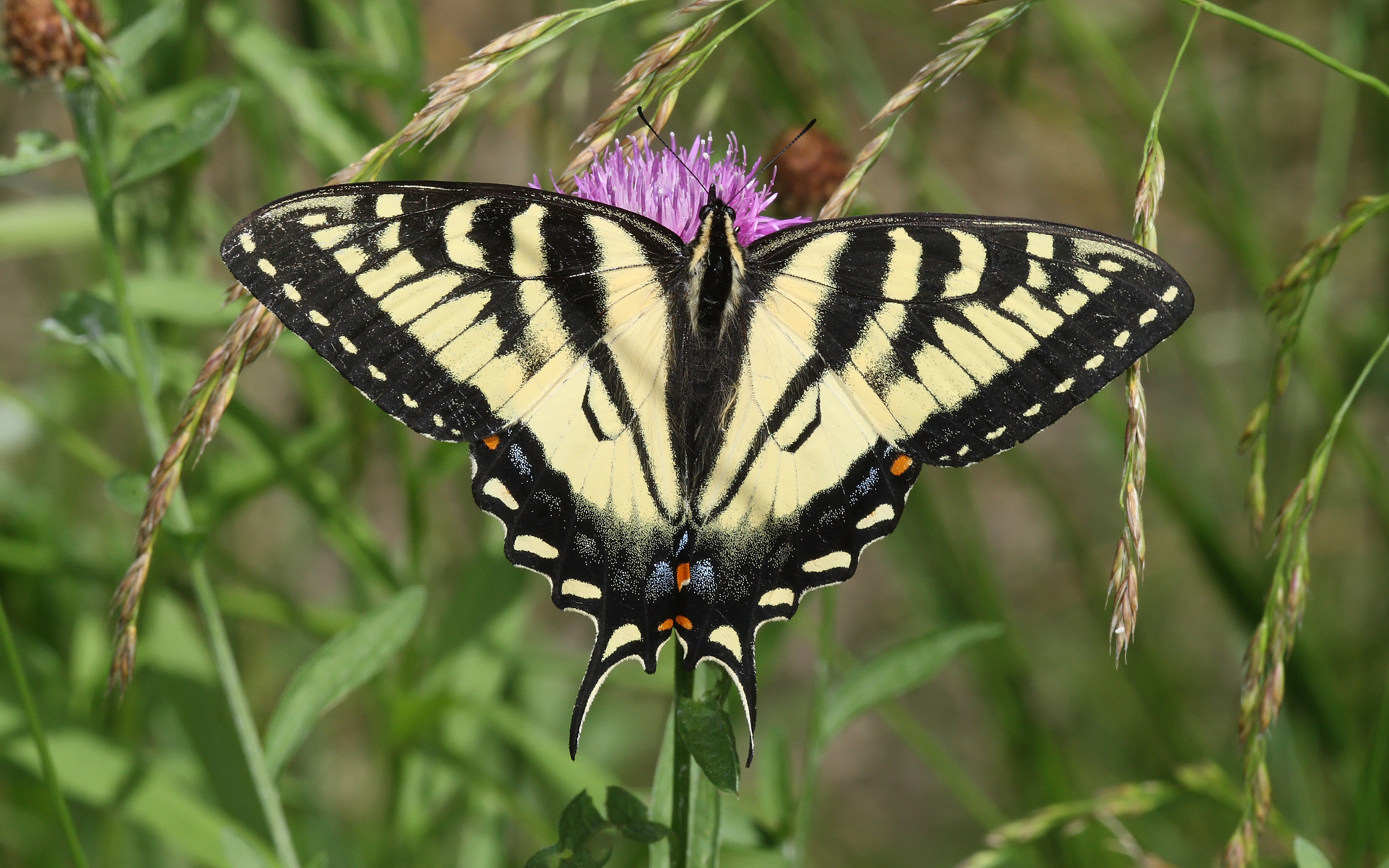
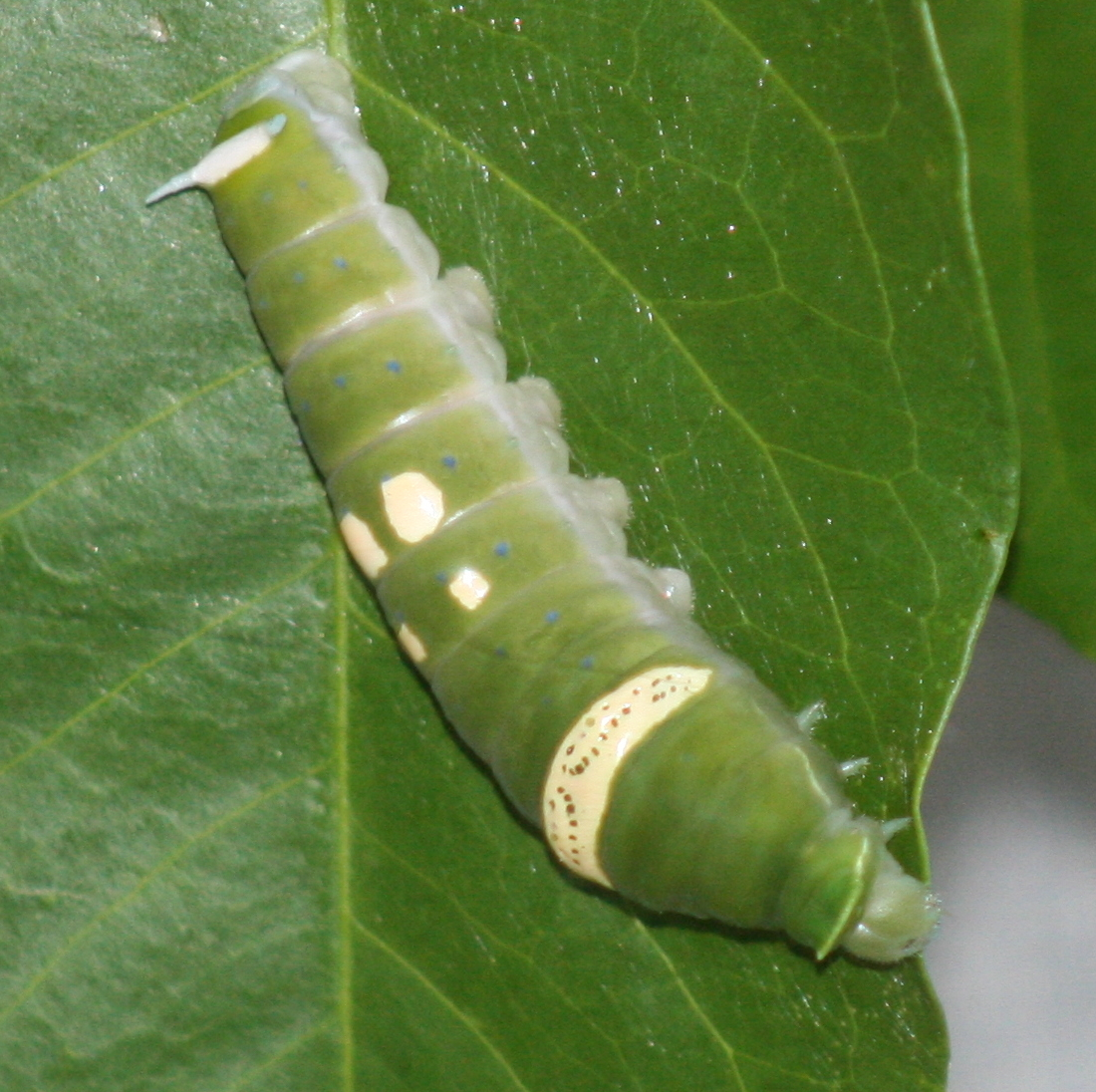
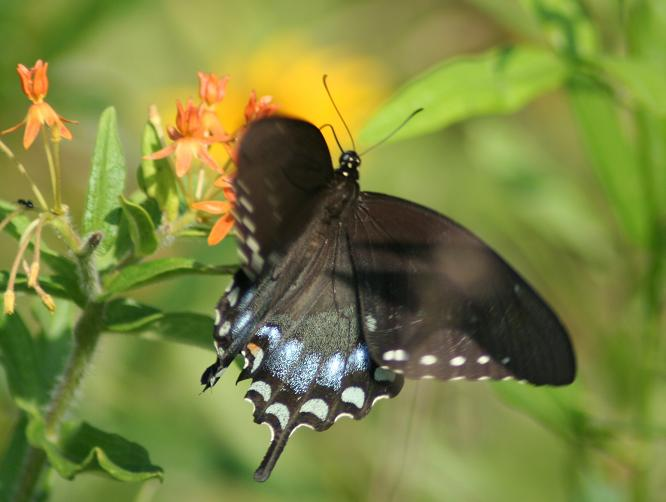
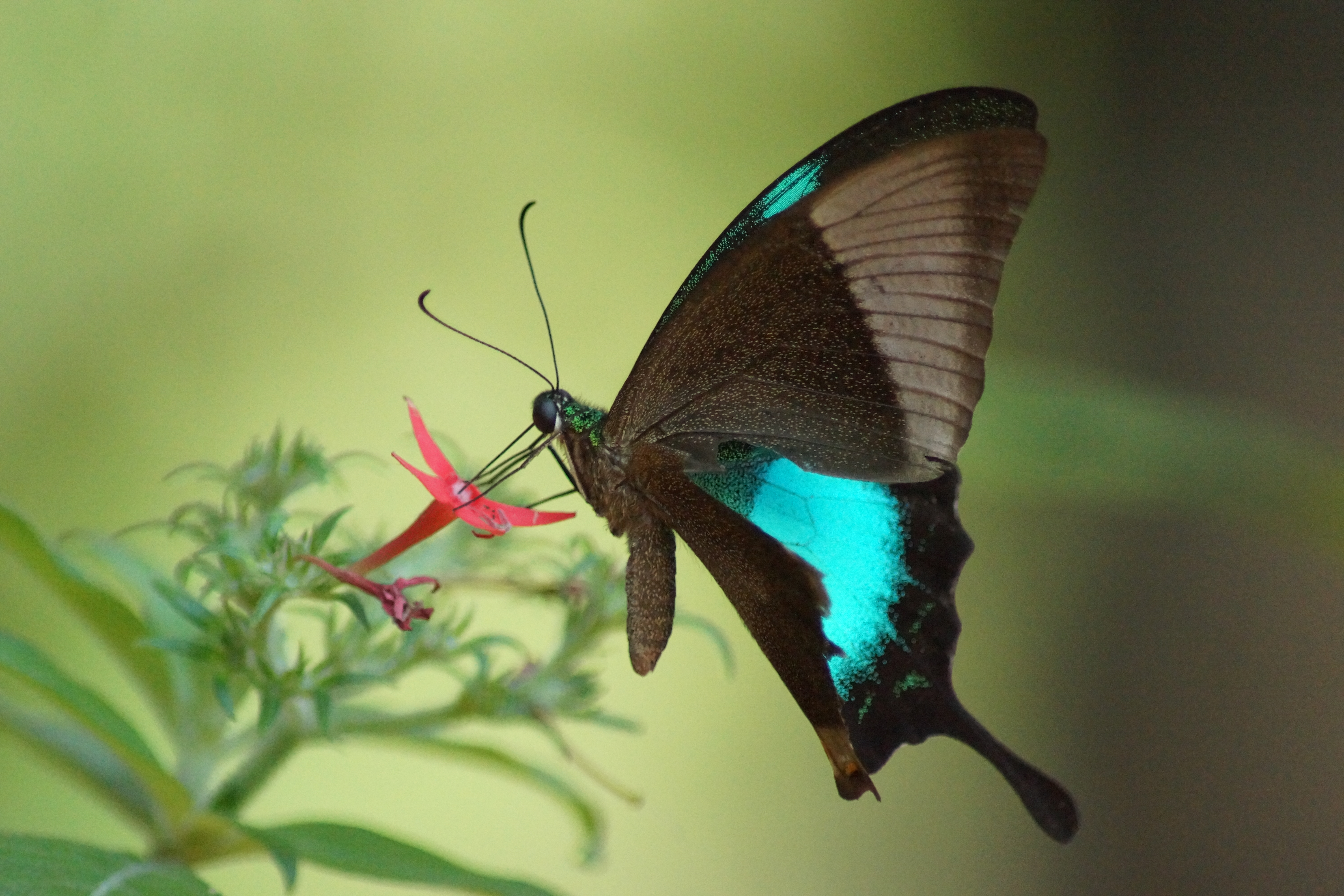

## Phân loại
Tông này gồm các chi bướm sau:
- Chilasa
- Meandrusa
- Papilio